# Takase-gawa
Ne doit pas être confondu avec Takase-gawa (Kyoto).
La rivière Takase (高瀬川, Takase-gawa) est un cours d'eau du Japon situé dans la préfecture de Nagano au Japon. Elle appartient au bassin versant du fleuve Shinano.

## Géographie
La rivière Takase, longue de 56 km, prend sa source sur le versant nord du mont Yari (3 180 m) dans le Sud-Ouest d'Ōmachi, sur l'île de Honshū, au Japon,. Sur les pentes de la montagne, son cours est formé par la réunion des torrents Senjō et Tenjō,. Creusant une vallée dans l'Est des monts Hida, il suit une direction nord jusqu'au barrage Takaze, s'infléchit vers l'est jusqu'au barrage Ōmachi et prend une orientation sud-est puis plein sud dans le Sud-Est d'Ōmachi. Il traverse l'Est de Matsumoto, la limite Sud-Ouest du bourg d'Ikeda et, dans le Nord-Est d'Azumino, rejoint la rivière Sai, le plus important affluent du fleuve Shinano,.
Le bassin versant de la rivière Takase s'étend sur 445 km2 dans l'Ouest de la préfecture de Nagano,.